# Tarasy Brühla

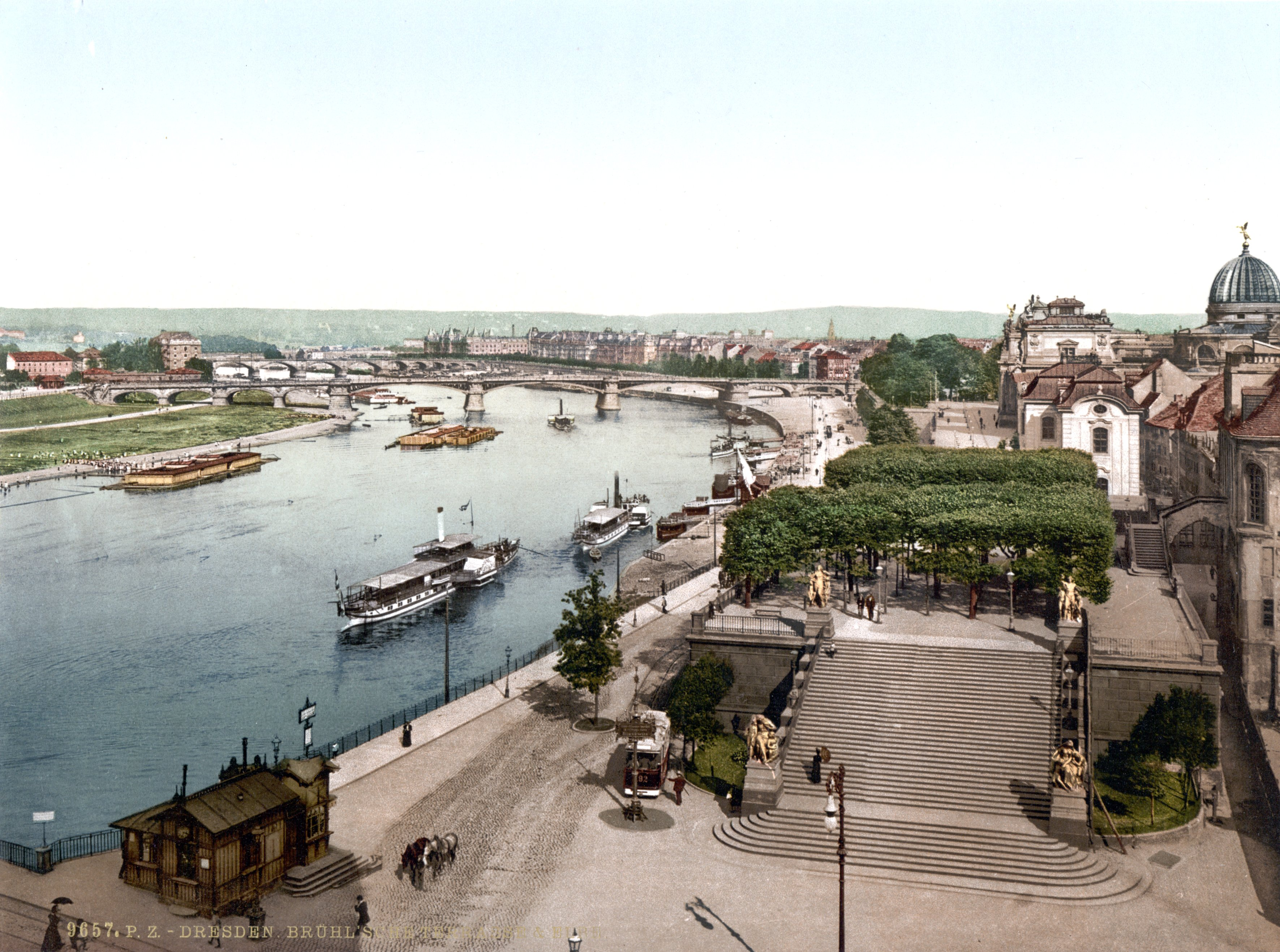
Wejście na tarasy od strony placu Zamkowego w roku 1900

Tarasy Brühla (niem. Brühlsche Terrasse) – promenada spacerowo-widokowa, położona w Dreźnie, w Niemczech. Stanowi ona północną, przylegająca do Łaby część odbudowanego w latach 90. XX wieku placu Neumarkt i zabudowy staromiejskiej.
Tarasy Brühla są elementem trasy spacerowej wiodącej nad Łabą i znajdującej się w najbliższym sąsiedztwie drezdeńskich atrakcji turystycznych. Zostały one zbudowane na pozostałościach drezdeńskich umocnień. Są oddalone od rzeki i oddzielone od niej jej terasami oraz nadrzeczną ulicą, stanowiąc integralną całość ze ścianą zabudowy staromiejskiej i będąc zwieńczeniem muru zaporowego, skierowanego ku rzece. Na tarasy wychodzą wejścia i fasady budynków drezdeńskiego Starego Miasta, w tym Sądu Najwyższego Saksonii, Akademii Sztuk Pięknych i Albertinum. Tarasy zaczynają się schodami wiodącymi obok sądu, z Placu Zamkowego (niem. Schlossplatz), obok rzeźb Johannesa Schillinga znanych jako "Cztery Pory Dnia" (powstały w latach 1868-1871). Następnie przebiegają zwieńczeniem muru, będąc punktem widokowym na północną część miasta (Neustadt) oraz rzekę. Ścieżka wiodąca tarasami jest częściowo ocieniona drzewami. Tarasy kończą się przy Carolabrücke, gdzie znajduje się zejście na nadrzeczny bulwar, a także ścieżka biegnąca w kierunku Nowej Synagogi.
Tarasy zawdzięczają nazwę Henrykowi Brühlowi, który na miejscu ich obecnej lokalizacji w latach 1739-1748 wybudował pałac. Dziesięć lat później cały teren okalający pałac, wraz z częścią nadrzeczną, został podarowany Brühlowi przez elektora saskiego w ramach nagrody za wprowadzenie innowacji w podatku od przyrostu wartości majątku. W 1814 roku tarasy zostały udostępnione mieszkańcom miasta jako własność publiczna; z czasem powstały tu liczne kawiarnie i restauracje.
Tarasy, podobnie jak miasto, zostały doszczętnie zniszczone podczas bombardowania Drezna w lutym 1945. W latach 1965–1968 przeprowadzono na tych terenach wykopaliska i badania pozostałości umocnień. Tarasy odbudowano w następnych latach. W 1990 roku udostępniono znajdujące się pod tarasami podziemia z renesansowymi sklepieniami. Od 1993 roku tarasy są pod zarządem Państwowych Pałaców i Ogrodów Drezna (niem. Staatliche Schlösser und Gärten Dresden). Obecnie trudno jest określić, ile procent pierwotnej, oryginalnej zabudowy zostało wykorzystane w rekonstrukcji, jakkolwiek wygląd tarasów odpowiada historycznemu.